# Pro Recco
Pro Recco est un club italien de water-polo de la ville de Recco, fondé en 1913. Club de Water-polo le plus titré au monde, il est sacré 35 fois champion d'Italie et est 17 fois vainqueur de la coupe d'Italie. Pro Recco domine également les compétitions internationales : son équipe masculine a remporté 11 coupes européennes des champions et 8 supercoupes d'Europe, tandis que son équipe féminine à remporté une coupe d'europe et une supercoupe.
L'histoire récente du club est marquée par la direction de la famille Volpi de 2005 à 2012 au cours de laquelle Pro Recco domine le water-polo italien et européen.
Pendant l'été 2011, l'équipe féminine du Rapallo Nuoto, tenant du Trophée LEN féminin, est intégrée au Pro Recco.

## Historique

### Premières décennies
Le club est fondé en 1913.
Il domine le championnat d'Italie de water-polo masculin de 1959 à 1974 en gagnant quatorze titres sur seize, puis celui de 1978. En 1965, il devient champion d'Europe.
Dans les années 1980, sous les noms de Kappa Recco et Recco Stefanel, il remporte trois fois suite le championnat national et une nouvelle coupe d'Europe. Son titre national de 2002 lui permet de s'emparer de son troisième titre européen.

### Les années Volpi et Porzio
En 2005, Gabriel Volpi et ses fils Matteo et Simone prennent le contrôle du club. Ils lancent une ambitieuse politique de recrutement sous la direction de Giuseppe « Pino » Porzio, entraîneur de l'équipe masculine de 2005 à 2012.
C'est une troisième période de suprématie du Pro Recco en Italie et en Europe : six doublés championnat-coupe d'Italie d'affilée de 2006 à 2011. Il enchaîne deux doublés en Euroligue et supercoupes d'Europe avant de perdre en finale de l'Euroligue en 2009 face au club monténégrin du Vaterpolo klub Primorac. Il reprend les deux titres européens dès la saison suivante. Pendant la saison 2011-2012, Pro Recco est invité à participer à la Ligue adriatique au cours de laquelle s'affrontent les clubs de première division de Croatie et du Monténégro,. Invaincu en phase régulière, le club remporte la finale le 18 mars 2012. Après avoir remporté la Ligue des champions 2012, Porzio démissionne en juin.
Pendant l'été 2011, l'équipe féminine du Rapallo Nuoto est intégrée au Pro Recco, l'équipe et la ville de Rapallo n'ayant pas les moyens de supporter le coût du haut niveau atteint par l'équipe vainqueur du Trophée LEN féminin 2010-2011, la seconde coupe d’Europe des clubs et vice-champion d’Italie en 2012. Sous ses nouvelles couleurs, elle remporte la supercoupe d’Europe, le 29 octobre 2011, la coupe d'Europe des champions  et le titre national en mai 2012.
Cependant, opposés à la limitation du nombre de joueurs étrangers au sein des équipes du championnat italien renforcée par la Fédération italienne de natation, Gabriel Volpi et ses fils quittent brusquement la tête du club le 14 juillet 2012.

### Après Volpi
Avec le départ des anciens dirigeants et financeurs du club, Angiolino Barreca, nouveau président, annonce, dès le 18 juillet 2012, que Pro Recco ne participe pas à la Ligue des champions dont elle est pourtant le tenant du titre et qu'il est mis fin à la section féminine vieille d’une saison victorieuse en championnat et en coupe d’Europe.
L'histoire sera amenée à se répéter en juillet 2024. Le sponsor principal du club, Orlean Invest -dont le président est Gabriele Volpi- annonce cesser de soutenir le club. De nombreux joueurs, retenus auparavant par les meilleurs salaires que le monde du Water-Polo a à proposer, ont quitté Pro Recco à la suite de ces difficultés financières, pour rejoindre soit leurs anciennes équipes, soit des clubs de haut niveau plus stable financièrement-comme le FTC-Telekom.
Le 17 juillet 2024, le président Maurizio Felugo annonce la renonciation à la participation à la Ligue des Champions. 
Le 2 août 2024, Pro Recco a modifié son statut et se consacre aux activités sociales de la commune de Recco et de ses environs, sous un nouveau nom, Recco Waterpolo, qui hérite des titres et poursuit son activité en Serie A1.

## Palmarès féminin
- 1 supercoupe d’Europe : 2011[9].
- 1 coupe des Champions : 2012[10].
- 1 titre de champion d’Italie : 2012[11].

## Palmarès masculin

### Europe
- 9 supercoupes d'Europe : 2003, 2007, 2008, 2010, 2012, 2015, 2021, 2022 et 2023[16].
- 11 Ligue des champions, Euroligues et coupes des clubs champions : 1965, 1984, 2003, 2007, 2008, 2010[17], 2012[18], 2015, 2021, 2022 et 2023.
- 1 Ligue adriatique : 2012[8].

### National
- 36 titres de champion d'Italie : 1959, 1960, 1961, 1962, 1964, 1965, 1966, 1967, 1968, 1969, 1970, 1971, 1972, 1974, 1978, 1982, 1983, 1984, 2002, 2006, 2007, 2008, 2009, 2010[19], 2011[20], 2012[21], 2013, 2014, 2015, 2016, 2017, 2018, 2019, 2022, 2023 et 2024.
- 17 coupes d'Italie : 1974, 2006, 2007, 2008, 2009, 2010[22], 2011[23], 2013, 2014, 2015, 2016, 2017, 2018, 2019, 2021, 2022 et 2023 .